# Kydia
Kydia es un género con diez especies de plantas con flores de la familia  Malvaceae. Es originario de Asia. Fue descrito por William Roxburgh y publicado en Plants of the Coast of Coromandel 3: 11 en el año 1819. La especie tipo es Kydia calycina Roxb.

## Especies
- Kydia angustifolia
- Kydia axillaris
- Kydia brasiliensis
- Kydia calycina
- Kydia fraterna
- Kydia glabrescens
- Kydia jujubifolia
- Kydia paterna
- Kydia pulverulenta
- Kydia roxburghiana